# Georgia Film Critics Association
La Georgia Film Critics Association (GAFCA) è un'organizzazione di critici cinematografici professionisti della Georgia. L'inclusione è aperta a tutti i critici dello stato, sebbene la maggior parte dei membri sia concentrata nell'area metropolitana di Atlanta. Rappresentano la stampa online, radiofonica, televisiva e simili.

## Categorie dei premi
- Miglior attore
- Miglior attrice
- Miglior film d'animazione
- Miglior cast
- Miglior fotografia
- Miglior regista
- Miglior film
- Miglior colonna sonora
- Miglior film straniero
- Miglior documentario
- Miglior sceneggiatura
- Miglior sceneggiatura adattata
- Miglior attore non protagonista
- Miglior attrice non protagonista
- Miglior canzone
- Breakthrough Award
- Oglethorpe Award for Excellence in Georgia Cinema